# Wim Meutstege
Wim Mautstege (Deventer, 28 luglio 1952) è un ex calciatore olandese, di ruolo difensore.